# Les Hôpitaux-Vieux
Les Hôpitaux-Vieux è un comune francese di 356 abitanti situato nel dipartimento del Doubs nella regione della Borgogna-Franca Contea.

## Società

### Evoluzione demografica
Abitanti censiti